# Rhombodera latipronotum
Rhombodera latipronotum – gatunek modliszki z podrodziny Hierodulinae, z rodziny modliszkowatych.

## Występowanie
Gatunek występuje w Chinach.